# Dengeki Maoh
Dengeki Maoh (jap. 電撃マオウ Dengeki Maō) – japoński miesięcznik z mangami seinen, wydawany od 27 października 2005 roku nakładem wydawnictwa ASCII Media Works (dawniej MediaWorks). Magazyn zawiera informacje na temat gier komputerowych, mangi i light novel. Specjalna edycja magazynu o nazwie Dengeki Black Maoh ukazywała się co kwartał od września 2007 roku do czerwca 2010 roku. 

## Wybrane serie
Opracowano na podstawie źródła.
- Buta no Liver wa kanetsu shiro
- Hollow Regalia
- Iriya no sora, UFO no natsu
- KanColle: Shimakaze Compilation
- Himekami no miko
- Kono bijutsubu ni wa mondai ga aru!
- Jak tropikalna rybka tęskniąca za śniegiem
- Lotte no omocha!
- Oroka na tenshi wa akuma to odoru
- Persona 4
- Rebuild World
- Seiyū Radio no ura omote
- Spice and Wolf
- Sword Art Online Alternative: Gun Gale Online
- Tales of the Abyss
- Tensei ōjo to tensai reijō no mahō kakumei
- The Idolmaster Colorful Days
- Zatsu tabi: That’s Journey